# Corrie Langelaar
Corrie Langelaar (voorheen: Van Zon-Langelaar) (14 oktober 1948) is een Nederlands politicus van het CDA.
Ze bracht haar jeugd door in Haarlem en had daarna een zeer veelzijdige loopbaan. Zo was ze verpleegkundige, heeft ze haar eigen peuterspeelzaal gehad en is ze werkzaam geweest in de psychiatrie. Ook in de lokale politiek heeft ze meerdere functies gehad: gemeenteraadslid in Apeldoorn, wethouder in Swalmen, vanaf eind 1991 burgemeester in Groenlo en sinds de zomer van 1998 was ze burgemeester van Lisse. In december 2011 ging ze vervroegd met pensioen.